# Нижны-Грабовец
Нижны-Грабовец (словац. Nižný Hrabovec) — село и одноимённая община в округе Вранов-над-Топлёу Прешовского края Словакии.

## История
Впервые упоминается в 1357 году.
В селе есть римо-католический (изначально протестантский) костел с начала 16 века в стиле ренессанса, в 17-18 веках перестроен в стиле барокко и греко-католическая церковь сошествия Святого Духа с 1825 года, с 1986 года национальная культурная достопримечательность.

## Население
| Год:                | 1994 | 2004     | 2014    | 2024    |
| ------------------- | ---- | -------- | ------- | ------- |
| Количество человек: | 1372 | 1611     | 1634    | 1570    |
| Разница:            |      | +17,41 % | +1,42 % | −3,91 % |

Национальный состав населения (по данным последней переписи населения 2001 года):
- словаки — 94,05 %,
- цыгане — 4,66 %,
- русины — 0,37 %.
- чехи — 0,25 %,
- украинцы — 0,06 %.

Состав населения по принадлежности к религии состоянию на 2001 год:
- римо-католики — 72,72 %,
- греко-католики — 20,17 %,
- протестанты — 1,47 %,
- православные — 0,55 %,
- не считают себя верующими или не принадлежат к одной конфессии — 4,53 %.